# Guerra de Pidakala
La Guerra de Pidakala (també coneguda com a Pidakala Samaram o Peddanuggulata) és un esdeveniment folklòric consistent en una lluita veïnal llançant-se fems de vaca que se celebra anualment al poble de Kairuppala, prop d'Aspari, al districte de Kurnool de l'Índia. El poble està dividit en dos bàndols que representen diverses comunitats locals, incloent-hi tots els hindús. Se suposa que aquesta celebració va començar en aquest poble basant-se en les tradicions locals i no està sancionada per cap organisme religiós hindú important (matha).

## Festival
Tradicionalment, els vilatans de Kairuppala celebren la lluita de fems de vaca i el matrimoni entre els dos déus celebrant una lluita anual de fems de vaca l'endemà d'Ugadi. El poble està dividit en dos bàndols: les comunitats dàlit, kurumba i yadava, d'una banda, que representen a Bhadrakali; i les comunitats lingaiat, musulmans i reddy, de l'altra, que representen a Virabhadra.
Centenars de persones participen en la lluita, que disposa d'una gran presència policial per evitar incidents greus, tot i que es produeixen lesions, però no es presenten denúncies. Després del final de la lluita, totes les comunitats celebren plegades el matrimoni entre Virabhadra i Bhadrakali. Les celebracions a Kallur, a la ciutat de Kurnool, tenen el seu propi significat. Anualment, els rucs de la ciutat es veuen obligats a caminar tres vegades al voltant del temple de Chowdeswari en un bassal de fang de 0,91 metres de profunditat, fet per a aquest propòsit, després es renten, es decoren i es veneren. Els devots es reuneixen en gran nombre al temple per presenciar aquest ritual, que es creu que porta pau a la ciutat.

## Llegenda
Segons el folklore local, abans del matrimoni entre la deessa Bhadrakali i el déu Virabhadra, hi va haver una disputa. Pel que fa als motius de la discrepància, les fonts semblen variar: el diari The Hans India afirma que Bhadrakali es va enfadar pels avenços inesperats de Virabhadra i va amenaçar de llançar-li fems de vaca, mentre que el diari The New Indian Express afirma que la parella va estar separada durant un temps després d'una aventura. En un moment donat, els vilatans que donaven suport a Bhadrakali van començar a llançar excrements de vaca a Virabhadra, i els vilatans que donaven suport a Virabhadra també van respondre amb excrements de vaca. La lluita va durar aproximadament una hora abans que els líders del poble resolguessin la situació i se celebrés el matrimoni entre els dos déus.

## Darrers anys
El 2012, unes 15 persones van resultar ferides, però no es van presentar denúncies. El 2022, un funcionari local va informar que fins a 50 persones van resultar ferides, però la policia no va rebre cap queixa. El 2021, durant la pandèmia de la COVID-19 a l'Índia, tot i que el país patia un dels pitjors brots del món i experimentava un augment recent de casos en aquell moment, es va concedir un permís especial per celebrar el festival. Aquell any, un vídeo d'una multitud d'assistents al festival sense mascareta, llançant fems de vaca durant una pandèmia, va provocar indignació a les xarxes digitals. Un funcionari de policia va declarar que unes 100 persones van resultar ferides, però ningú es va queixar.

## Festivals similars
- Gorehabba - un festival o ritual d'esquitxar fems de vaca després del Divali a l'Índia
- Vessioli koroviak (rus: Весёлый коровяк lit. ‘Alegre fem de vaca’) – competició anual de llançament de fems de vaca a Krilovo, krai de Perm, Rússia.[9][10]
- Concurs Mundial de Llançament d'Estelles de Vaca - competició anual de llançament d'excrements de vaca a Beaver, Oklahoma, Estats Units d'Amèrica